# Vaishnavi Adkar
Vaishnavi Adkar (Hindi: वैष्णवी अडकर; * 14. Dezember 2004) ist eine indische Tennisspielerin.

## Karriere
Adkar begann mit sieben Jahren das Tennisspielen und bevorzugt Hartplätze. Sie spielt überwiegend auf Turnieren der ITF Women’s World Tennis Tour, bei denen sie bislang je einen Einzel- und Doppeltitel gewonnen hat.

## Turniersiege

### Einzel
| Nr. | Datum             | Turnier   | Kategorie | Belag        | Finalgegnerin  | Ergebnis |
| --- | ----------------- | --------- | --------- | ------------ | -------------- | -------- |
| 1.  | 29. Dezember 2024 | Ahmedabad | ITF W15   | Sand (Halle) | Elena Jamshidi | 6:2, 6:1 |

### Doppel
| Nr. | Datum             | Turnier   | Kategorie | Belag        | Partnerin    | Finalgegnerinnen             | Ergebnis          |
| --- | ----------------- | --------- | --------- | ------------ | ------------ | ---------------------------- | ----------------- |
| 1.  | 28. Dezember 2024 | Ahmedabad | ITF W15   | Sand (Halle) | Pooja Ingale | Honoka Kobayashi Anri Nagata | 6:3, 2:6, [12:10] |